# نسر أسمر
القشعام الأكلف أو الخَثَق أو النسر الأسمر الأوراسي أو نسر جريفون أو النسر الأكلف (الاسم العلمي: Gyps fulvus) (بالإنجليزية: Eurasian griffon vulture) أو فقط النسر الأسمر (Griffon vulture) ويُعرف في بلغاريا ودول يوغوسلافيا السابقة واليونان وألبانيا ورومانيا باسم كندور البلقان (يُكتب أحيانًا أيضًا كوندور البلقان) أو الكندور البلقاني (باللغات السلافية الجنوبية: Балкански кондор/Balkanski kondor، وباليونانية: Βαλκανικός κόνδορας، وبالألبانية: Kondori i Ballkanit، وبالرومانية: Condorul Balcanilor) هو نسر من جنس القشعام ينتمي إلى فصيلة البازية وهو ثاني أكبر النسور في أسرة نسور العالم القديم.

## الوصف
يصل طول النسر الأسمر ما بين 93 إلى 120 سم ويصل طول جناحيه ما بين 230 إلى 280 سم ويزن ما بين 6 إلى 11 كجم و هو ثاني أكبر نسور العالم القديم بعد النسر الراهب الذي هو أكبر منه قليلا. رأسه أصلع و أبيض اللون و لون ريش جسمه بني أسمر بعدة درجات و ريش الطيران في جناحيه أسودء و ذيله قصير و أسود و منقاره أسود و عيناه ذات لون بني داكن.

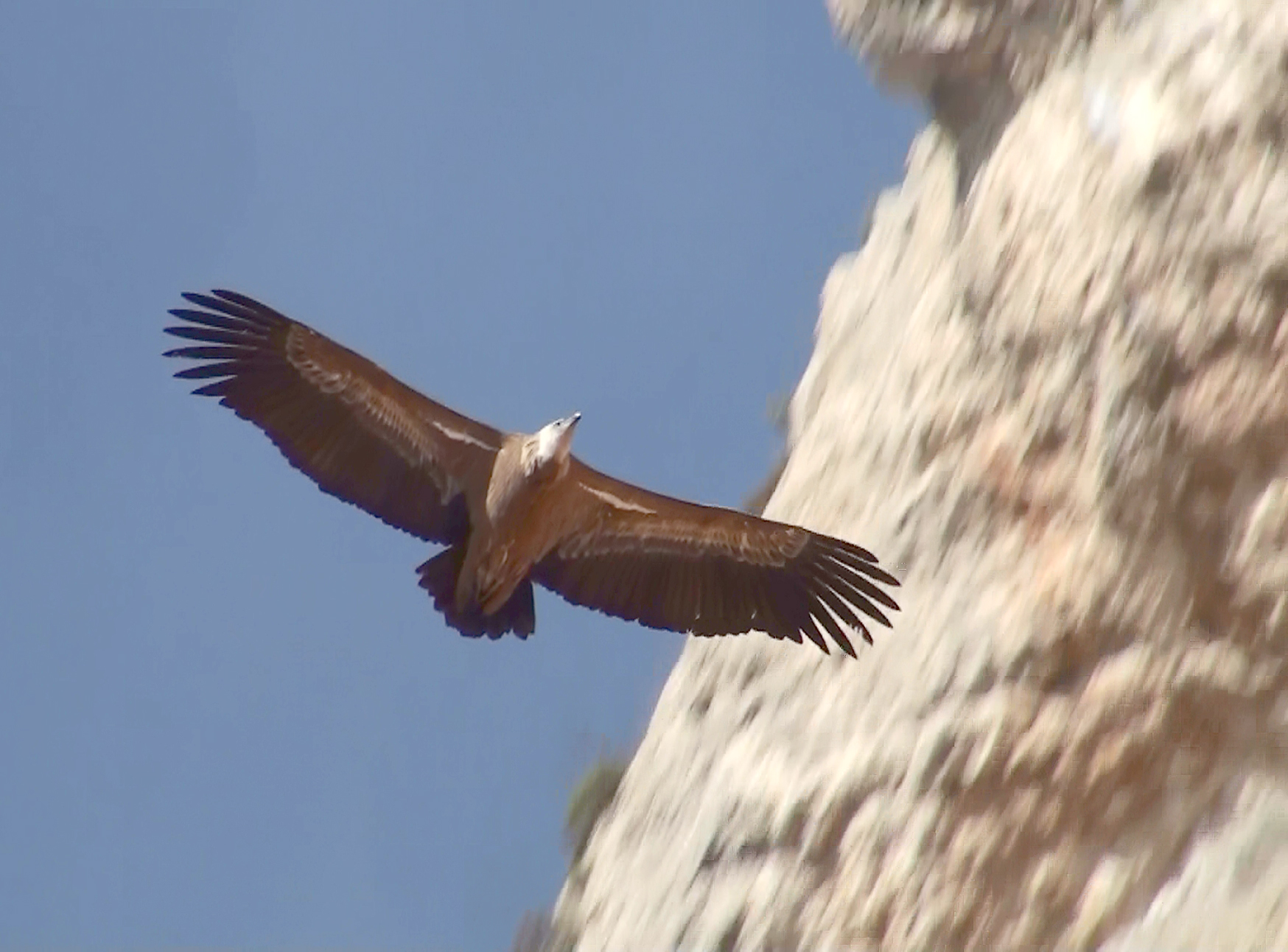
النسر الأسمر أثناء الطيران

## الغذاء
ويتغذى هذا النسر في الغالب من جثث الحيوانات النافقة, يخرج في الصباح باحثا عن الطعام و يمكنه رؤية الجثث من مسافة كبيرة جدا عندها ينزل لأكلها و غالبا ما تتحرك في أسراب و تجتمع بأعداد كبيرة حول الجثة و في العادة تحدث مشاجرات بينها من أجل الأكل أولا.

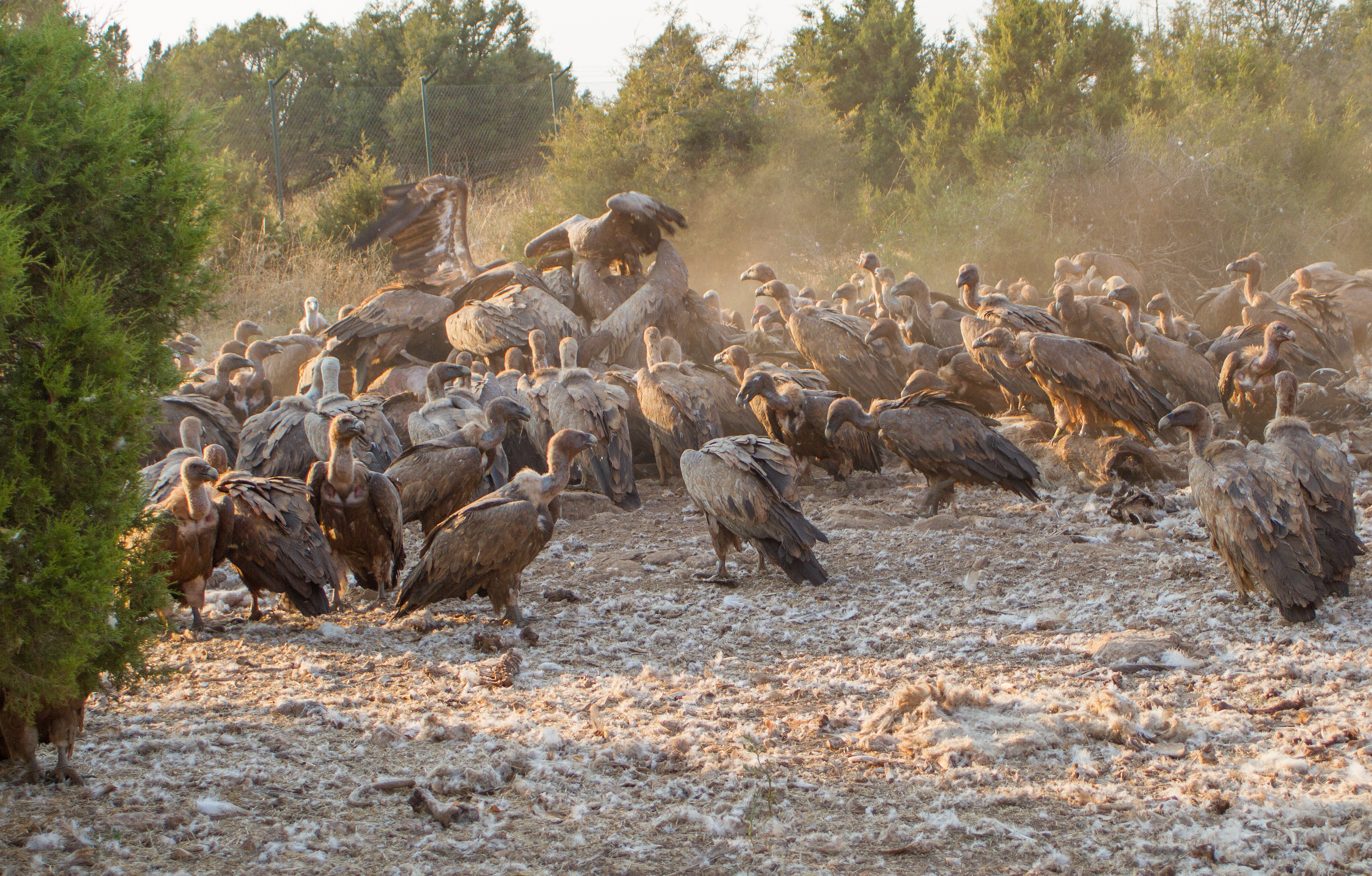
مجموعة كبيرة من النسور السمراء و هي تأكل أحد الجيف

## التعشيش و التكاثر
تعشش النسور في الجبال بين الصخور في جنوب أوروبا وشمال أفريقيا، وآسيا، و تضع بيضة واحدة .

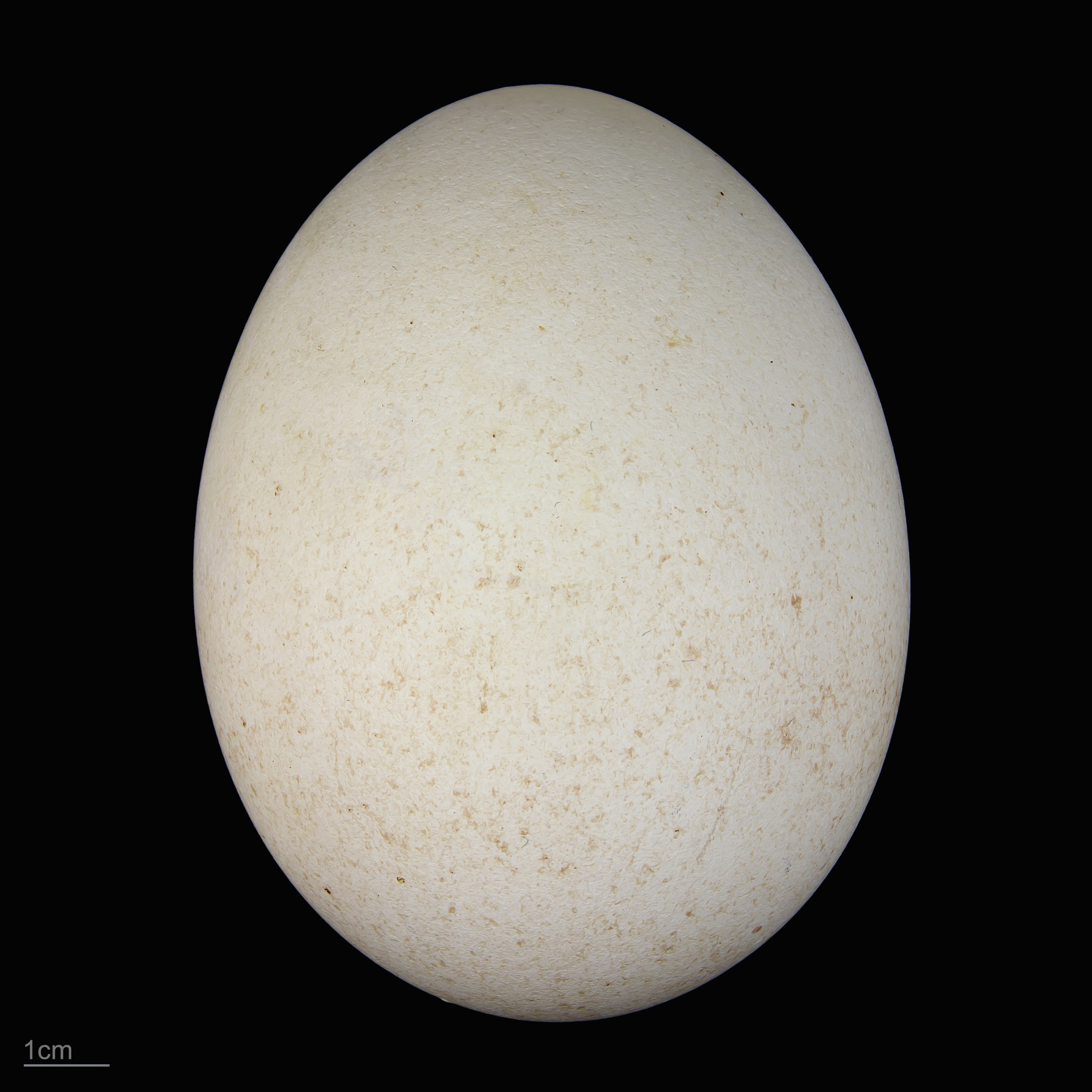
بيضة النسر الأسمر

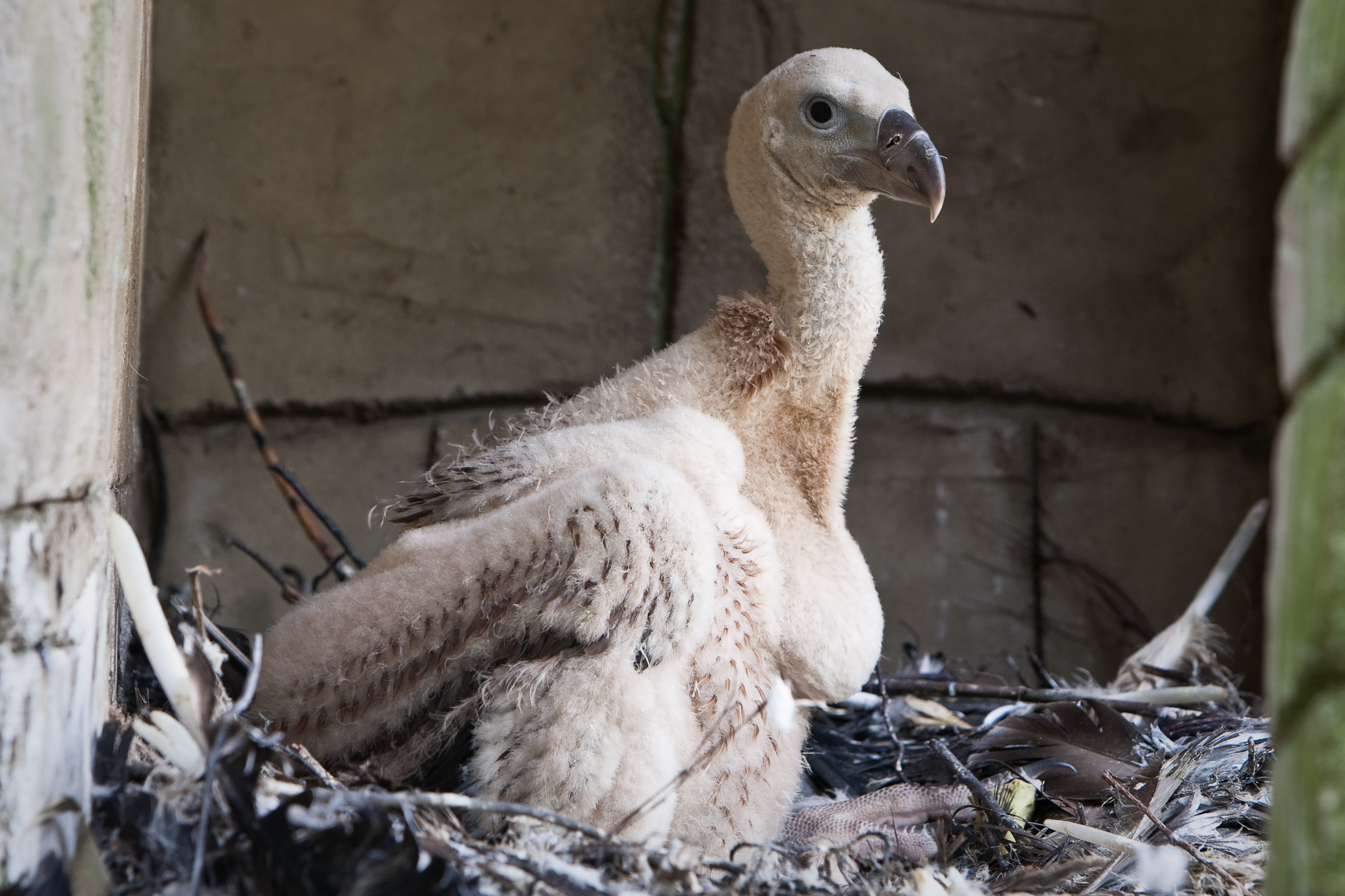
فرخ النسر الأسمر

## الوضع في أوروبا

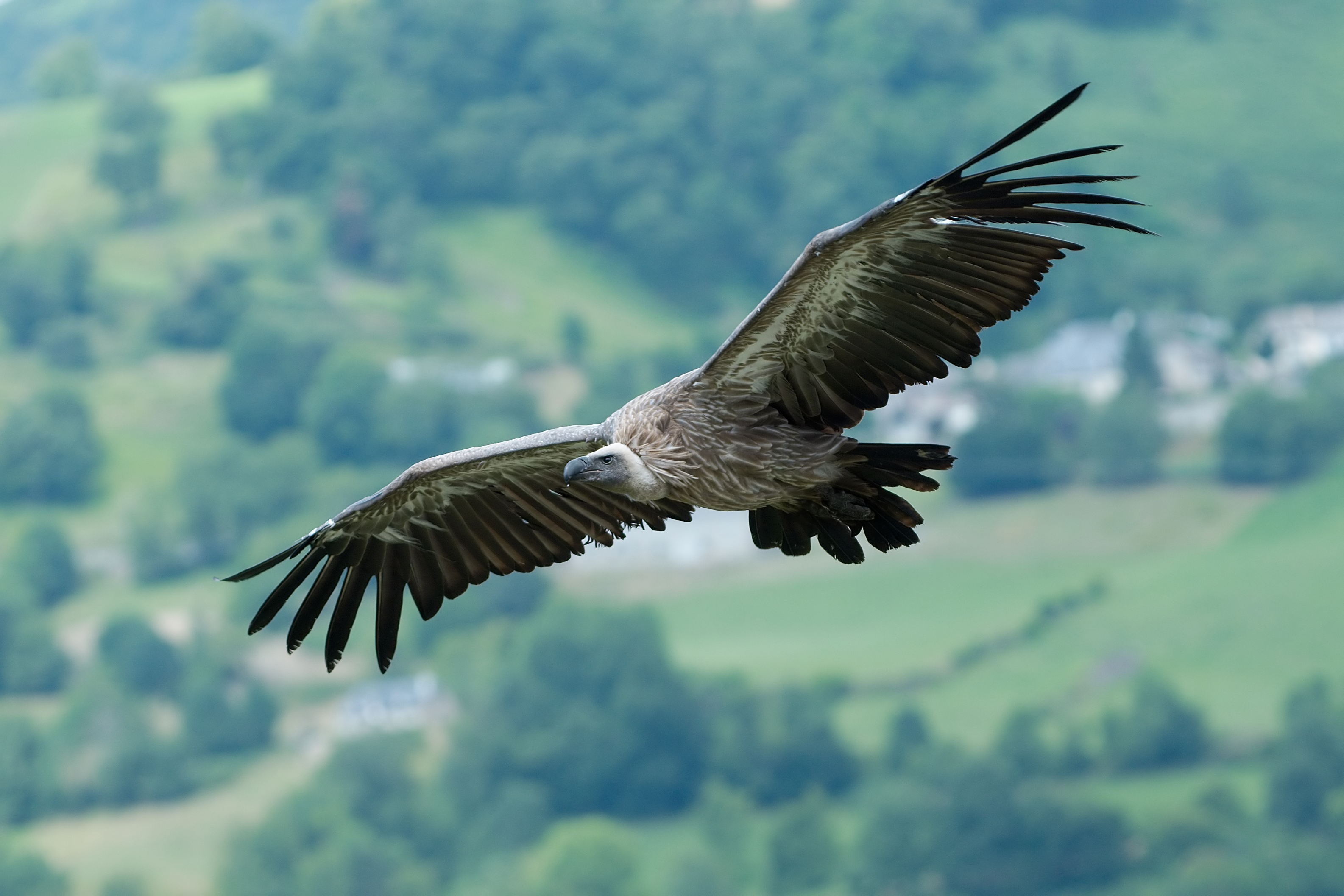
نسر أسمر محلق في السماء

- في إيطاليا، لا يجد في اي مكان إلا في سردينيا، ولكن أعيد عرضه في مناطق قليلة أخرى من شبه الجزيرة. ونتيجة لذلك، تم رصد العديد من العينات مرة أخرى في آب / أغسطس 2006 بغران ساسو المسيف (وسط إيطاليا).
- في كرواتيا، يمكن العثور على مستعمرة نسور غريفون بالقرب من بلدة ماناستير في جزيرة Cres. هناك ما تولد في الارتفاعات المنخفضة، مع بعض التعشيش فقط 10 مترا فوق مستوى سطح البحر. لذلك، هو شائع لدى الناس.
- في قبرص، هناك مستعمرة في إيبسكوبي، في جنوب الجزيرة.

ويمكن الاطلاع على المستعمرات من النسور غريفون في شمال فلسطين المحتلة، وخصوصا في هضبة الجولان حيث يولد في مستعمرة كبيرة في جملا، وفي جبال الكرمل وصحراء النقب، حيث يجري تنفيذ مشاريع إعادة بها في مراكز التربية في الكرمل والنقب.
- في اليونان، هناك ما يقرب من 1000 طائر. يمكن أن يكون في جزيرة كريت وجدوا في معظم المناطق الجبلية، وأحيانا في مجموعات تصل إلى 20.

وقد تم إعادة غريفون النسور عرض بنجاح في وسط كتلة صخرية في فرنسا، وتوجد الآن هناكحوالي 500.
- في بلجيكا وهولندا، نحو 100 طائر كانت موجودة في صيف عام 2007. وكانت هذه المتشردين من سكان جبال البرانس.
- في ألمانيا، توفي هذه الأنواع في منتصف القرن 18. وقد شوهد نحو 200 طائر متشرد ربما من جبال البرانس، وعدة عشرات من عام 2006، والطيور المتشردة في بلجيكا في العام التالي عبروا الحدود إلى ألمانيا بحثا عن الغذاء.وهناك خطط لإعادة تقديم هذه الأنواع في جبال الألب. تم حفرها في أيلول / سبتمبر 2008، وقطعة من عظم نسر أسمر، على بعد حوالى 35000 سنة، من كهف فلس Hohle في جنوب ألمانيا، التي يعتقد أنها تشكل الفلوت.

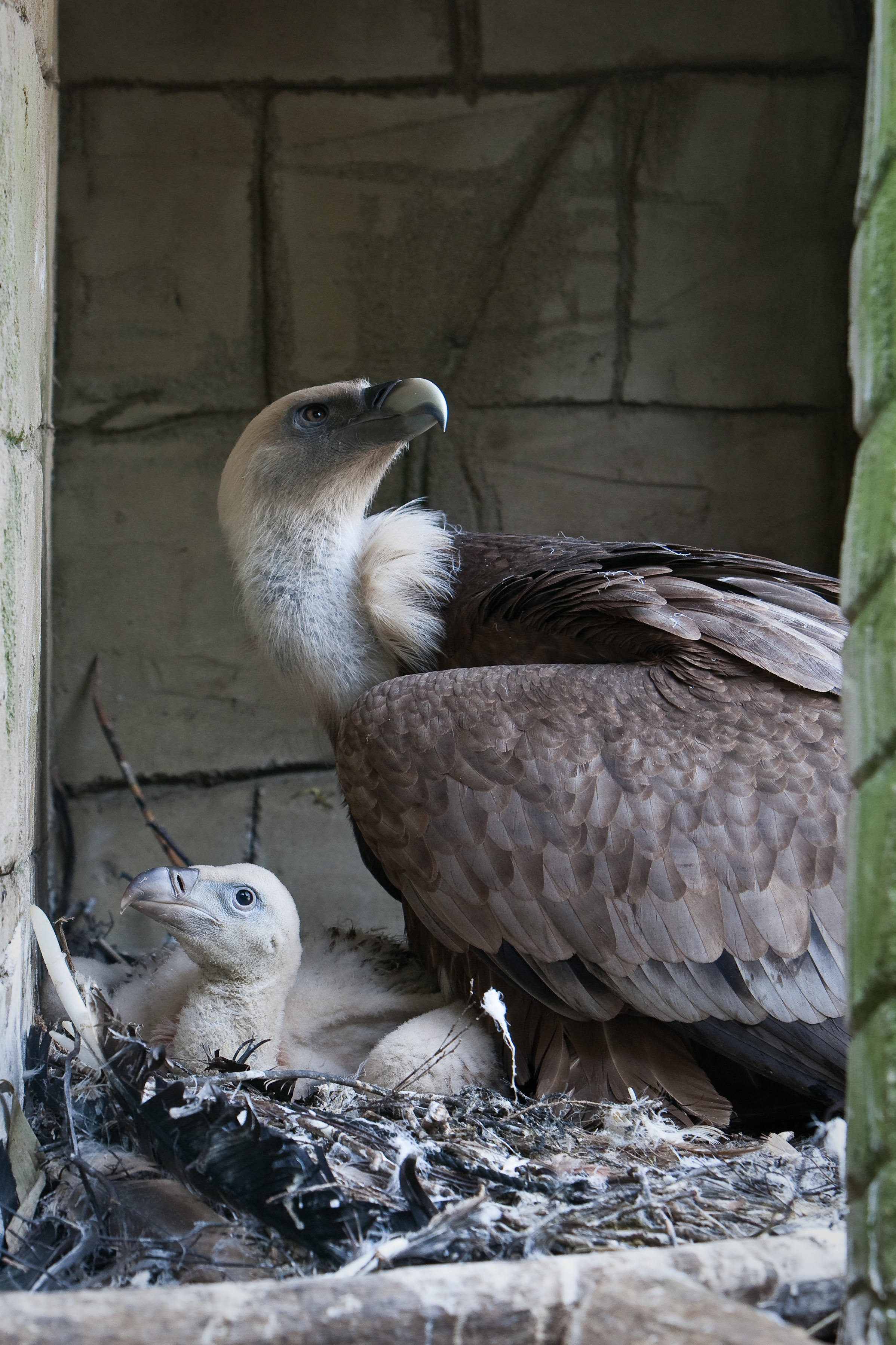
نسر أسمر مع صغيريه في حديقة للحيوانات بهولندا

- في صربيا، هناك حوالي 60-65 زوجا من النسور غريفون في الأجزاء الغربية من البلاد، وحول الجبل زلاتار، وأنهم تحت الحماية القانونية من الصيد.
- في سويسرا، هناك سكان من عشرات الطيور. وغالبا ما ينظر في النمسا، وهناك بقايا طيور حول حديقة حيوان سالزبورغ، والمتشردة من منطقة البلقان.
- في إسبانيا، هناك عشرات الآلاف من الطيور، من مستوى منخفض بلغ بضعة آلاف في عام 1980.

## وصلات داخلية
- طيور
- نسر
- طيور جارحة